# Teruel
Teruel – miasto w Aragonii, na środkowym wschodzie Hiszpanii, stolica prowincji o tej samej nazwie. Ma 34 240 mieszkańców (2006) i jest stolicą najmniej zaludnionej prowincji hiszpańskiej. Znajduje się na zlewisku rzek Guadalaviar i Alfambra. Ponadto na Sierra de Albarracín ma swoje źródła rzeka Tag. Leży na wysokości 915 m. Klimat charakteryzuje się mroźnymi zimami oraz gorącymi i suchymi latami. Jest miastem partnerskim Lublińca.
Jest znane głównie ze względu na swoją szynkę, sztukę mudéjarską wpisaną na listę światowego dziedzictwa ludzkości UNESCO.
Wśród atrakcji turystycznych znajdują się: architektura mudéjarska, mauzoleum kochanków z Teruel, centrum paleontologiczne Dinópolis i bogactwo naturalne. Pierwsze z nich charakteryzuje wielokulturowy wpływ. Wśród tego stylu najbardziej wyróżniają się kościół św. Marii, Katedra diecezjalna Teruel, wieże Zbawiciela, św. Marcina i św. Piotra u których stóp znajduje się kościół pod tym samym wezwaniem, również przedstawiciel tego budownictwa.
Jednym z najbardziej znanych pomników w Teruel jest figura małego byka na wysokiej statui. Nazywa się „El Torico” (po aragońsku byczek) i znajduje się na Plaza Carlos Castell, częściej nazywaną Plaza del Torico.

## Klimat

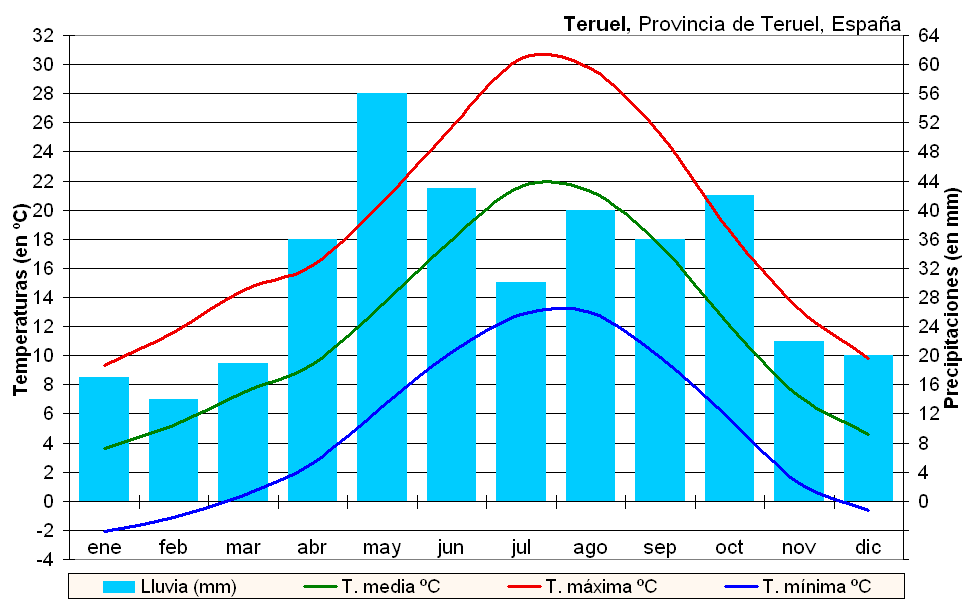

Klimat Teruel jest śródziemnomorski, kontynentalny, górski. Latem temperatury są umiarkowane, jednak o dużej amplitudzie, zimy mroźne, temperatury sięgają –10 °C. Największe opady występują pod koniec wiosny, najmniejsze zimą.
| 1971-2000        | sty  | lut  | mar  | kwi  | maj  | cze  | lip  | sie  | wrz  | paź  | lis  | gru  | Razem |
| ---------------- | ---- | ---- | ---- | ---- | ---- | ---- | ---- | ---- | ---- | ---- | ---- | ---- | ----- |
| Temp. maks. (°C) | 9,3  | 11,6 | 14,5 | 16,2 | 20,5 | 25,7 | 30,4 | 29,7 | 25,2 | 18,6 | 13,2 | 9,8  | 18,7  |
| Temp. min. (°C)  | -2,1 | -1,1 | 0,4  | 2,6  | 6,5  | 10,2 | 12,8 | 13,0 | 9,9  | 5,7  | 1,2  | -0,6 | 4,9   |
| Opady (mm)       | 17   | 14   | 19   | 36   | 56   | 43   | 30   | 40   | 36   | 42   | 22   | 20   | 373   |

Rekordy temperatur zarejestrowane w obserwatorium w Teruel to: 39,0 °C 3 lipca 1994 i –19,0 °C 26 grudnia 2001.

## Święta regionalne

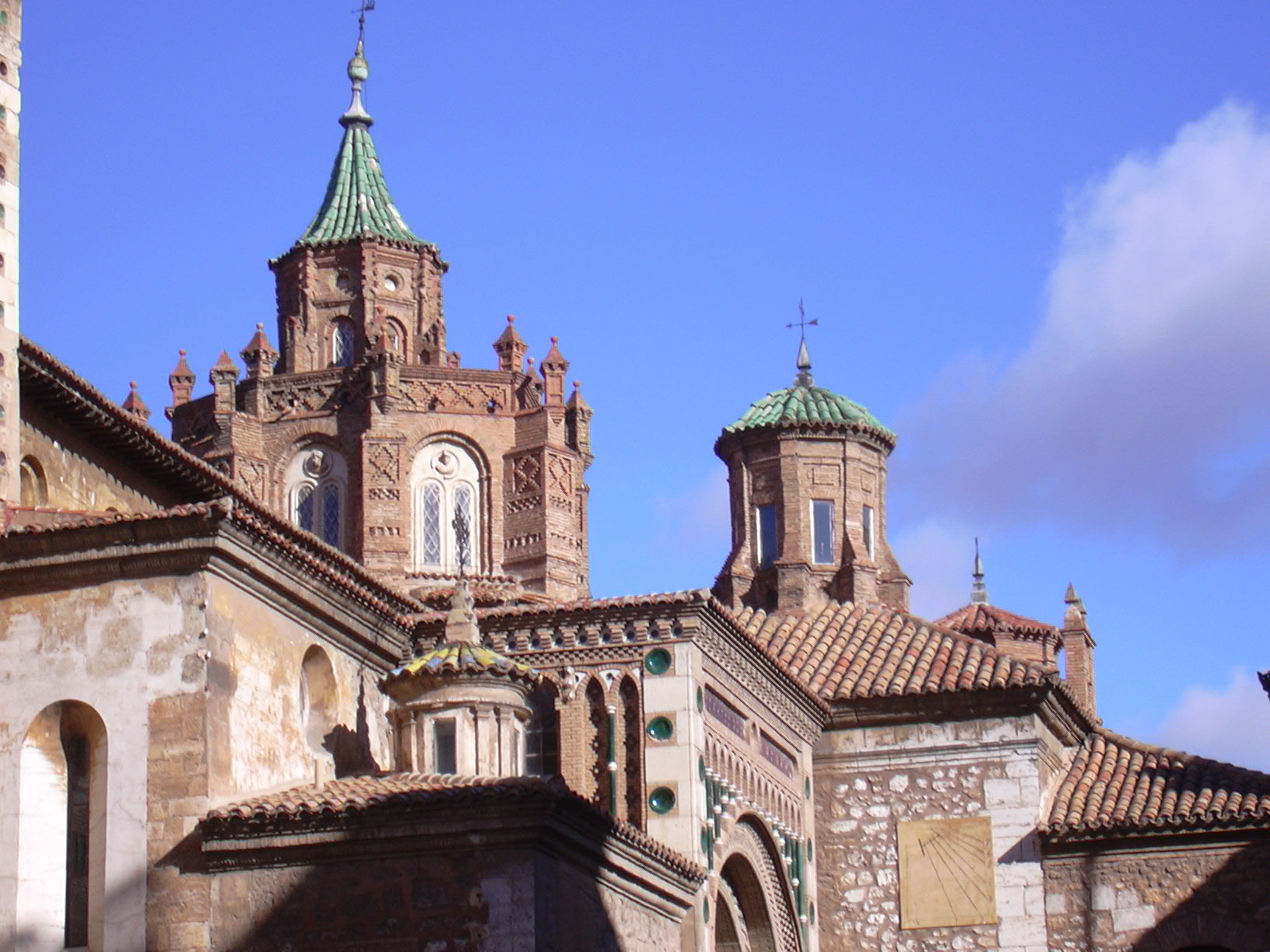
Katedra w Teruel

Dzień patrona obchodzi się w najbliższą od 10 lipca (św. Krzysztofa) niedzielę (Vaquilla de Angel), jego obchody charakteryzują się graniem marszów ludowych (na instrumentach dętych), nocnymi tańcami, bykami przywiązanymi przy ulicach w centrum miasta.
Każdego roku, w trzeci weekend lutego, obchodzone są Śluby Isabel de Segura. Chodzi o uczczenie Kochanków z Teruel, Diego de Marcilla i Isabel de Segura. Tysiące Teruelczyków i turystów ubierają się w średniowieczne stroje, tworzy się rynek i przystraja się ulice, aby stworzyć atmosferę XIII wieku.

## Historia
Teruel było zamieszkane od czasów Iberów, ich ślad można spotkać w wykopalisku Alto Chacón, okolica była zajmowana przez Rzymian zakładających na jej ziemiach niej osady, takie jakiego resztki odnaleziono w miejscowości Cella. W roku 714 zajęte przez Maura, Tariqa ibn-Ziyada, terytorium zostało przyłączone do pobliskiej Alhambry (obecnie Alfambra), a później stanowiło część królestwa taify, Albarracín; jego mieszkańcy uczestniczyli w zdobyciu Walencji z rąk muzułmanów oraz w Wojnie Dwóch Piotrów. Za współpracę w wojnach Unii otrzymało w 1347 od Piotra IV Aragońskiego, prawa miejskie.
Nazwa stanowi połączenie dwóch słów z języka aragońskiego Tor (Byk) y Uel (Gwiazda). Według legendy, siły króla Alfonsa II Aragońskiego przybyły w miejsce, gdzie obecnie leży miasto, za rozszalałym bykiem, nad którym, z tą samą prędkością poruszała się gwiazda. Tam zdobyli muzułmańską fortecę, wokół której później wyrosło Teruel.

### Wojna domowa
Miasto zdobyło smutną sławę w czasie wojny domowej będąc areną Bitwy o Teruel. Wpadając w ręce buntowników na początku wojny, stało się jedynym miastem zdobytym przez Republikę, a później odbitym przez siły Franco. Zostało prawie całkowicie zniszczone.

## Muzyka
W Teruel jest wielu muzyków, wśród nich sławni, tacy jak: David Civera gwiazda Pop, kwartet „El frío” i jego alternatywny rock oraz elSabe, który jest młodym mc z Albacete zamieszkały w Teruel (od 2002 roku). Ich muzyka zwiększa popularność miasta.